# Ánodo de sacrificio

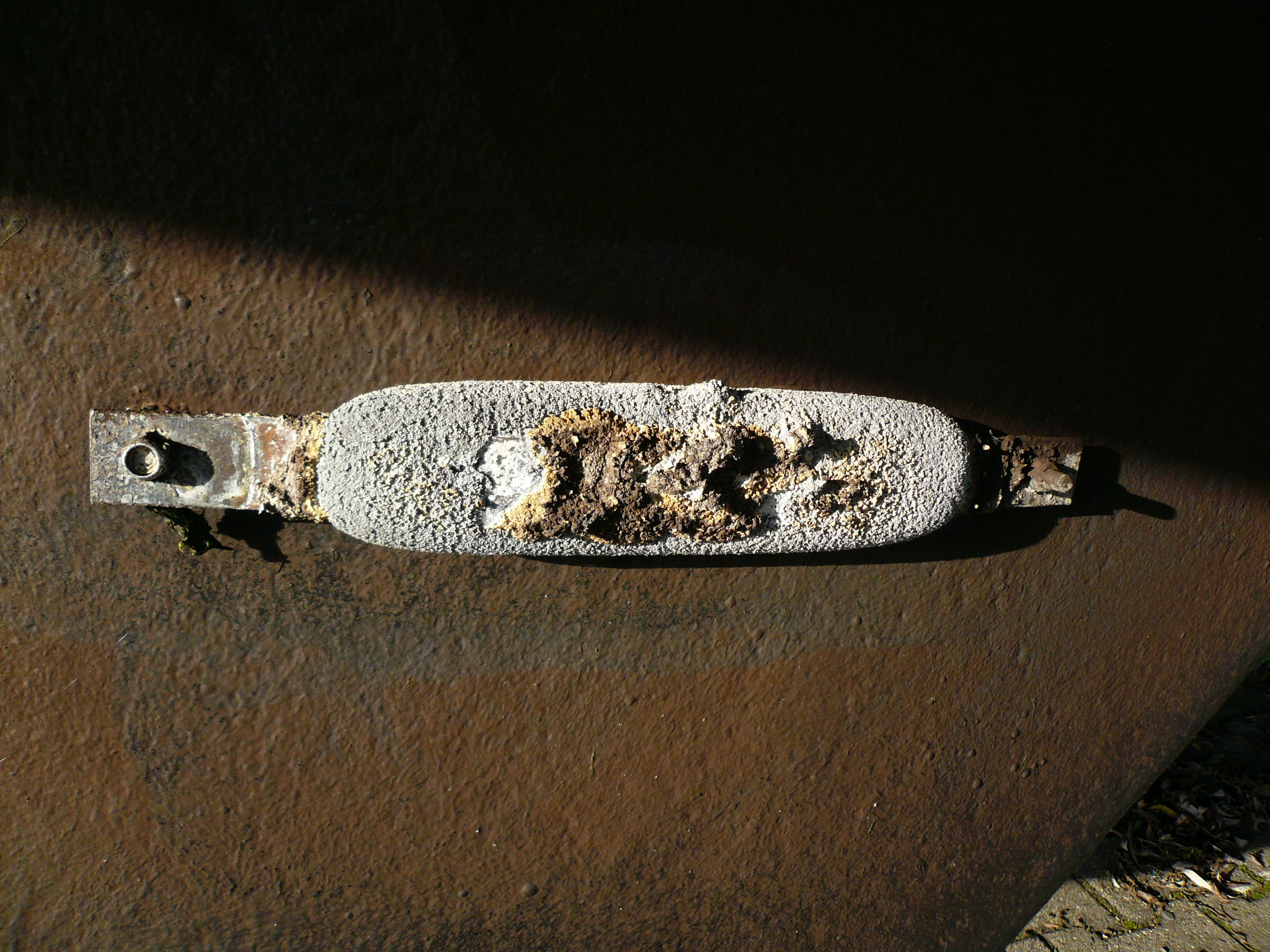
Ejemplo de un ánodo de sacrificio en el casco de un barco.

Un ánodo galvánico o ánodo de sacrificio es el componente principal de un sistema de protección catódica galvánica que se utiliza para proteger contra la corrosión las estructuras metálicas enterradas o sumergidas.
Están hechos de una aleación metálica con mayor tendencia a la oxidación que el metal de la estructura a proteger, es decir, dicha aleación metálica tiene un potencial de reducción menor. La diferencia de potencial entre los dos metales implica que el ánodo galvánico se corroe preservando la estructura a conservar, ya que el material del ánodo se consumirá con preferencia al metal de la estructura.
La oxidación (o sacrificio) del material del ánodo da lugar al nombre alternativo de ánodo de sacrificio.

## Teoría
La corrosión es una reacción química que ocurre mediante un mecanismo electroquímico. Durante la corrosión hay dos reacciones, la oxidación (ecuación 1), donde los electrones abandonan el metal (eso da como resultado una pérdida real de metal) y la reducción, donde se utilizan los electrones para convertir el agua o el oxígeno en hidróxidos (ecuaciones 2 y 3).

(1)Fe → Fe2+ + 2e−

(2)O2 + 2H2O + 4e− → 4OH−

(3)2H2O + 2e− → H2 + 2OH−

En la mayoría de entornos, los iones hidróxido y los iones hierro(II) se combinan para formar hidróxido de hierro (II), que finalmente se convierte en el familiar óxido marrón:

( 4)Fe2+ + 2OH− → Fe(OH)2

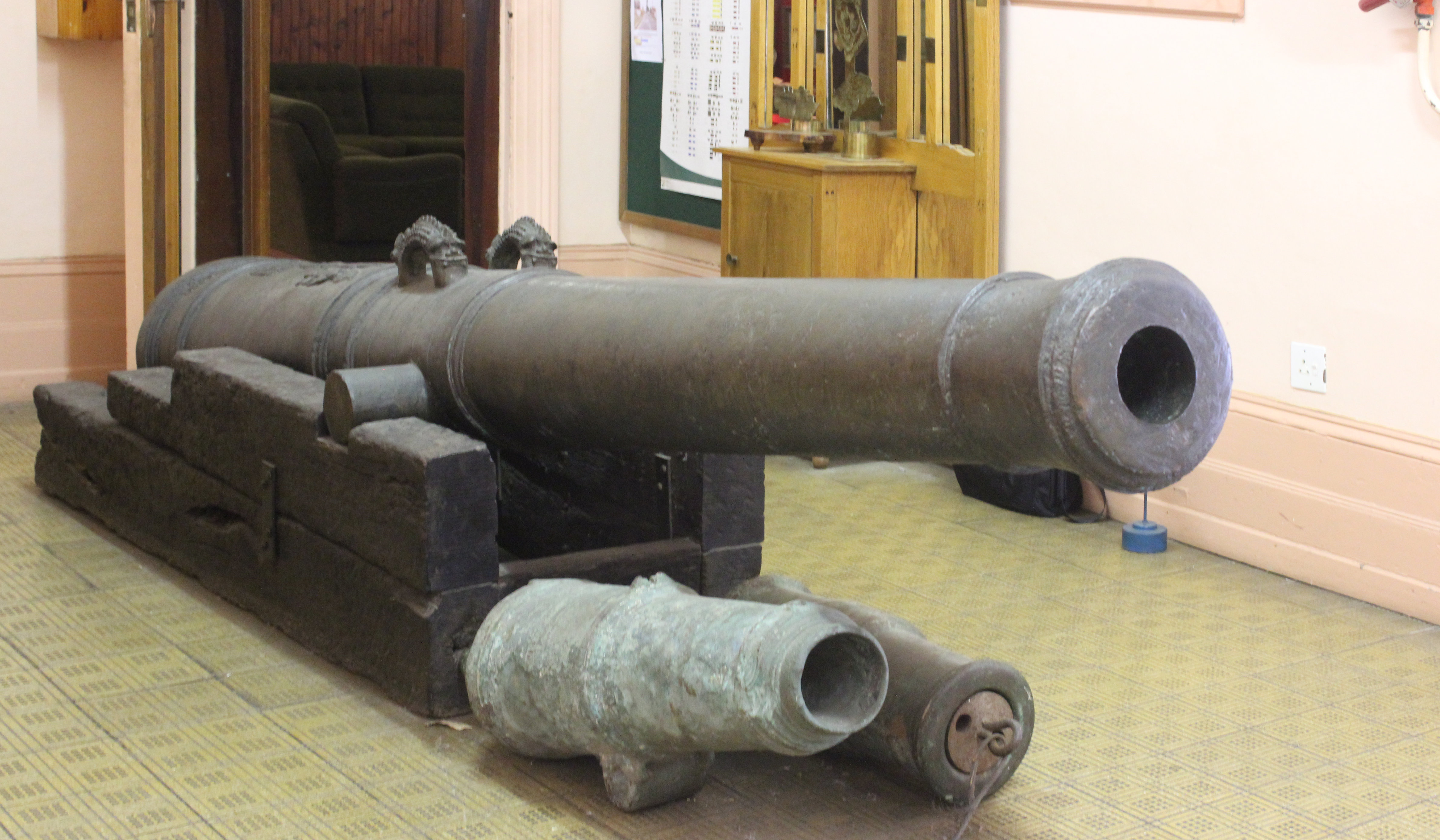
Cañón de bronce que descansaba sobre dos cañones de hierro fundido después de un naufragio en 1647 cerca de Port Elizabeth, Sudáfrica. El cañón de hierro fundido actuó como ánodo de sacrificio y evitó la corrosión del cañón de bronce. El cañón fue rescatado en 1977.

Mientras la corrosión tiene lugar, se producen las reacciones de oxidación y reducción y se forman células electroquímicas sobre la superficie del metal de modo que algunas áreas se convertirán en anódicas (oxidación ) y otras áreas serán catódicas (reducción). La corriente eléctrica fluirá desde las zonas anódicas al electrolito mientras el metal se corroe. A la inversa, mientras la corriente eléctrica fluye desde el electrolito a las zonas catódicas, la velocidad de corrosión se reduce. (En este ejemplo, 'corriente eléctrica' se refiere al flujo de corriente convencional, más que al flujo de electrones).
Mientras el metal sigue corroyéndose, los potenciales locales sobre la superficie del metal cambiarán y las áreas anódicas y catódicas van a cambiar y desplazarse. Como resultado, en los metales ferrosos, se forma un revestimiento general de óxido sobre toda la superficie, que eventualmente consumirá todo el metal. Esto es una visión simplificada del proceso de corrosión, ya que puede ocurrir de varias formas diferentes.
La protección catódica funciona mediante la introducción de otro metal (el ánodo galvánico) con una superficie mucho más anódica, de modo que toda la corriente fluirá desde el ánodo introducido y el metal a ser protegido se convierte en catódico, en comparación con el ánodo. Esto evita eficazmente las reacciones de oxidación en la superficie de metal, transfiriéndolas al ánodo galvánico, que será sacrificado en favor de la estructura bajo protección.
Para que esto funcione debe haber un flujo de electrones entre el ánodo y el metal a ser protegido (por ejemplo, un cable conductor o contacto directo) y una vía de iones tanto entre el agente oxidante (por ejemplo, agua o suelo húmedo) y el ánodo, como entre el agente oxidante y el metal a proteger, formando así un circuito cerrado. Es decir atornillar una pieza de metal activo, como el zinc, a un metal menos activo, como el hierro dulce, simplemente en el aire (un mal conductor y por lo tanto que no va a formar un circuito cerrado) no proporcionará ninguna protección.

## Materiales a usar como ánodos
Hay tres metales principales utilizados como ánodos galvánicos: magnesio, aluminio y zinc. Todos ellos están disponibles como bloques, barras, placas o en forma de cinta extruida. Cada material tiene sus ventajas y desventajas.
El magnesio es el que tiene el potencial eléctrico menor de entre los tres metales (véase serie galvánica) y es más adecuado para las áreas donde la resistividad del electrolito (suelo o el agua) es mayor. Se usa por lo general para tuberías metálicas bajo tierra y otras estructuras enterradas, aunque también se utiliza en los barcos de agua dulce y en los calentadores de agua. En algunos casos, el potencial negativo del magnesio puede ser una desventaja: si el potencial del metal protegido se convierte en demasiado negativo, los iones hidrógeno pueden movilizarse en la superficie del cátodo lo que conduce a fragilización por hidrógeno o a la desunión del recubrimiento. Cuando esto sea posible, se podrían utilizar ánodos de zinc.
El zinc y el aluminio se usan generalmente en agua salada, donde la resistividad es generalmente menor. Las aplicaciones típicas son para los cascos de los barcos, tuberías offshore y plataformas de producción, en motores marinos refrigerados con agua salada, en las hélices y los timones de barcos pequeños, y en la superficie interna de los tanques de almacenamiento.

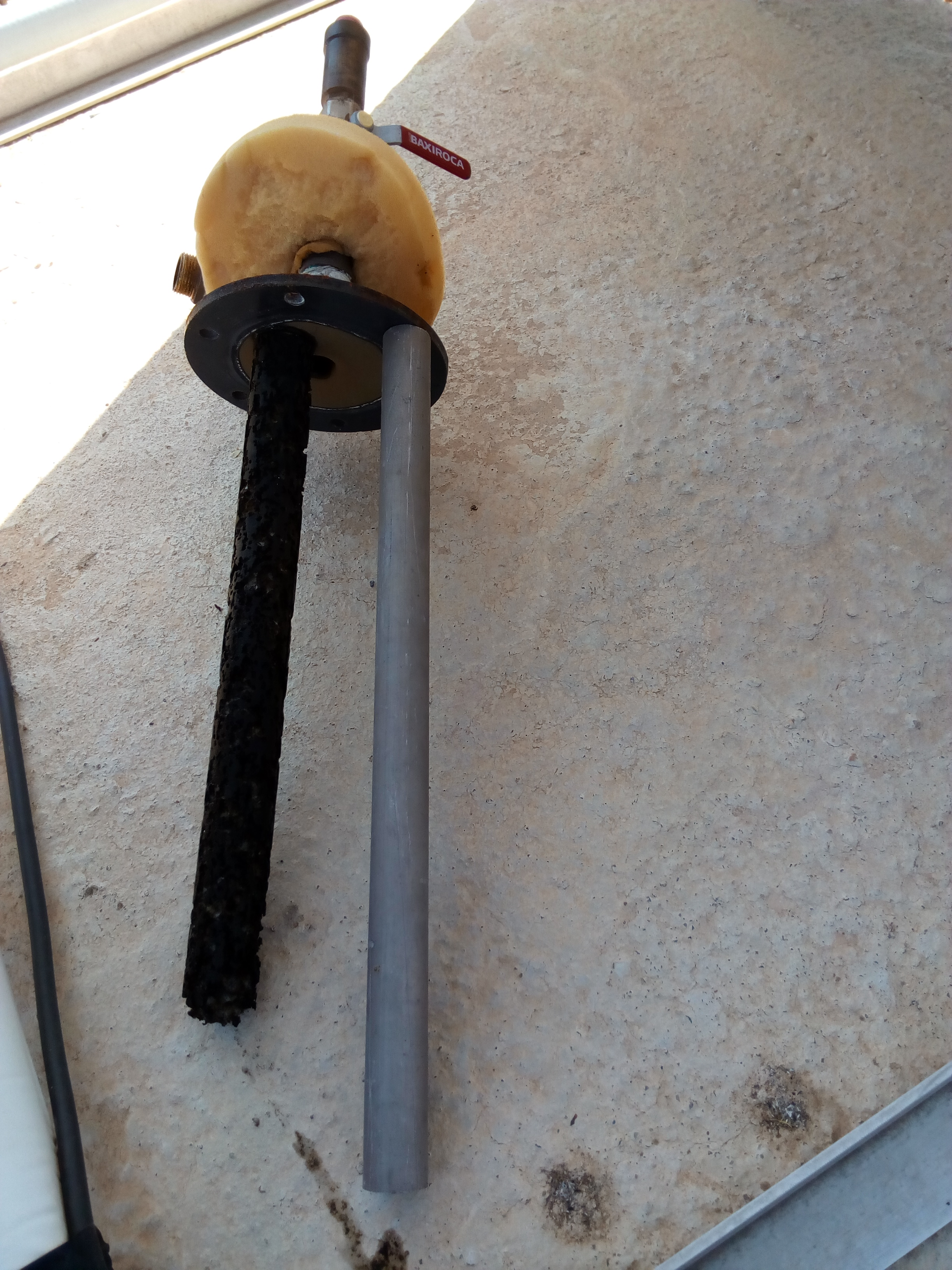
Ánodos de sacrificio en depósito de agua caliente

El zinc se considera un material fiable, pero no es adecuado para su uso a temperaturas altas, ya que tiende a la pasivación (se hace menos negativo); si esto sucede, la corriente puede dejar de fluir y el ánodo deja de funcionar. El zinc tiene un voltaje de activación relativamente bajo, lo que significa que en los suelos de mayor resistividad o en el agua puede que no sea capaz de proporcionar suficiente corriente. Sin embargo, en algunas circunstancias, donde hay un riesgo de fragilización por hidrógeno, por ejemplo, esta tensión más baja es ventajosa, ya que se evita la sobreprotección.
Los ánodos de aluminio tienen varias ventajas, tales como un peso más ligero y una capacidad mucho mayor que el zinc. Sin embargo, su comportamiento electroquímico no se considera tan fiable como el del zinc, y se debe tener mayor cuidado en la forma en que se utilizan. Los ánodos de aluminio se pasivan cuando la concentración de ion cloruro es inferior a 1446 partes por millón.
Una desventaja del aluminio es que si se golpea una superficie oxidada, se puede generar una gran chispa provocada por la reacción de la termita, por lo tanto, su uso está restringido en tanques donde pueda haber atmósferas explosivas y exista riesgo de que se caiga el ánodo.
Puesto que la operación de un ánodo galvánico se basa en la diferencia de potencial eléctrico entre el ánodo y el cátodo, prácticamente cualquier metal puede ser utilizado para proteger algún otro, siempre que exista una diferencia suficiente en el potencial de ambos. Por ejemplo, pueden ser utilizados ánodos de hierro para proteger el cobre.

## Consideraciones de diseño
Para el diseño de un sistema de protección catódica con ánodo galvánico deben considerarse muchos factores, incluyendo el tipo de estructura, la resistividad del electrolito (suelo o agua) en el que operará, el tipo de recubrimiento y la vida de servicio.
El primer cálculo a realizar es la cantidad de material del ánodo que será necesaria para proteger la estructura durante el tiempo necesario. Si se emplea muy poco material solo proporcionará protección por un tiempo corto, y necesitará ser sustituido periódicamente. Un exceso de material podría proporcionar más protección pero a un costo innecesario. La masa en kg viene dada por la ecuación 

( 5)Masa = (Corriente eléctrica necesaria x Tiempo de protección (en años) x 8760) ÷ (Factor de Uso x Capacidad del ánodo

- La vida de diseño o tiempo de protección se expresa en años (1 año = 8760 horas ) .
- El factor de uso del ánodo es un valor constante, que depende de su forma y del modo en que este se conecta, lo que influye en la cantidad de material del ánodo que se puede consumir antes de que deje de ser eficaz. Un valor de 0,8 indica que puede consumirse el 80 % del ánodo, antes de que deba ser reemplazado.
- La capacidad del ánodo es una indicación de la cantidad de material que se consume mientras la corriente fluye con el tiempo. El valor para el zinc en el agua de mar es de 780 Ah/kg, pero el del aluminio es 2000 Ah/kg, lo que significa que, en teoría, el aluminio puede producir mucha más corriente eléctrica que el zinc antes de que se agote y este es uno de los factores a tener en cuenta en la elección de un material particular.

La disposición de los ánodos ha de ser planificada con el fin de que sea capaz de proporcionar una distribución uniforme de la corriente eléctrica en toda la estructura. Por ejemplo, si un diseño concreto muestra que una tubería de 10 km de largo necesita 10 ánodos, entonces poner aproximadamente un ánodo por kilómetro sería más eficaz que poner los 10 ánodos en un extremo o en el centro.